# Бекешево (Баймацький район)
Бекеше́во (рос. Бекешево, башк. Бикеш) — село у складі Баймацького району Башкортостану, Росія. Адміністративний центр Бекешевської сільської ради.
Населення — 711 осіб (2010; 775 в 2002).
Національний склад:
- росіяни — 68%
- башкири — 27%